# Donovan Roebert
Donovan Roebert né le 12 avril 1959 à East London, est un peintre, écrivain sud-africain, fondateur de l'association des Amis sud-africains du Tibet.

## Biographie
Donovan Roebert est né à East London en Afrique du Sud. 
C'est un peintre de renommée internationale. 
Pratiquant le bouddhisme Mahayana, il a écrit plusieurs livres sur le bouddhisme tibétain et les relations interreligieuses. 
Il a fondé de l'association des Amis sud-africains du Tibet et vit à Hermanus en Afrique du Sud.

## Publications

### Essais
- Avec Samdhong Rinpoché, Samdhong Rinpoche: Uncompromising Truth for a Compromised World (World Wisdom (en), 2006)  (ISBN 1-933316-20-9 et 978-1933316208)
- Avec Samdhong Rinpoché et John W. de Gruchy, The Gospel for Buddhists and the Dharma for Christians, Resource Publications, 2009,  (ISBN 1606080407 et 9781933316208)

### Romans
- The Rose Girl of Dharamkot, Samadhi Publishing House,  (ISBN 8188319074)
- The Liberators, Piraeus Books LLC, 2013,  (ISBN 098520382X)
- The Odissi Girl, New Delhi : Rupa & Co., 2011,   (ISBN 812911867X et 9788129118677)[4]
- Lama Charlie's Big Bang and Whimper, Contact Publishing Ltd, 2010,  (ISBN 0954702085 et 978-0954702083)

## Prix
Pour son ouvrage Samdhong Rinpoche: Uncompromising Truth for a Compromised World
- Foreword Magazine Book of the Year Award Finalist pour “Religion”
- Silver Midwest Book Award pour "Religion/Philosophie/Inspiration”